# Football Manager 2008
Football Manager 2008 — компьютерная игра в жанре симулятора футбольного менеджера, разработанная компанией Sports Interactive и изданная Sega. В игре представлено более 5000 команд из более чем 50 стран. Демоверсия Football Manager 2008 была выпущена 30 сентября 2007 года.
Изначально игра должна была выйти 19 октября 2007 года, но из-за ранних поставок игры различными ритейлерами Sports Interactive перенесла дату релиза на 18 октября 2007 года.

В игре не были доступны сборные Германии, Японии а также лига Японии по причинам эксклюзивности лицензии на использование в серии игр FIFA от EA SPORTS у Германии и аналогичной лицензии у Японии с Pro Evolution Soccer от Konami.

## Восприятие
| Сводный рейтинг | Сводный рейтинг | Сводный рейтинг | Сводный рейтинг |
| Издание         | Оценка          | Оценка          | Оценка          |
| Издание         | PC              | PSP             | Xbox 360        |
| --------------- | --------------- | --------------- | --------------- |
| GameRankings    | 82,20 %         | 78%             | 76,79 %         |
| Metacritic      | 86/100          | N/A             | N/A             |

Версия игры для Windows получила «платиновую» награду от «Ассоциации интерактивных развлечений Великобритании» (ELSPA), что свидетельствует о продажах не менее 300 000 копий в Великобритании.